# Eucelatoria australis
Eucelatoria australis är en tvåvingeart som beskrevs av Townsend 1911. Eucelatoria australis ingår i släktet Eucelatoria och familjen parasitflugor. Inga underarter finns listade i Catalogue of Life.